# Incident nucléaire de Roissy
L'incident nucléaire de Roissy s'est produit le 27 décembre 2001 sur un colis transportant des matériaux radioactifs (billes d'iridium 192) expédié de Suède vers les États-Unis avec un transit le 29 décembre 2001 à l'aéroport Roissy-Charles-de-Gaulle.
Cet incident grave a été classé au niveau 3 de l'échelle internationale des événements nucléaires (INES) par l'autorité suédoise de sûreté radiologique.

## Circonstance de l'incident
Un colis a été expédié de Suède le 27 décembre 2001 par la société suédoise Studsvik à destination de la société SPEC située à St. Rose (Louisiane) près de La Nouvelle-Orléans, entreprise américaine spécialisée en équipements industriels de radiographie gamma, utilisés notamment pour le contrôle des soudures.
Le transport a été effectué de la manière suivante :
- Usine de Studsvik jusqu'à Norrköping en camion (trajet d'une heure),
- Norrköping jusqu'à l'aéroport de Stockholm-Arlanda en camion (trajet de trois heures),
- Aéroport de Stockholm-Arlanda jusqu'à l'aéroport de Roissy en avion cargo. Le colis est arrivé le 29 décembre 2001 vers 17h00[5]. Le transit sur l'aéroport de Roissy a duré moins de 5 heures et s'est limité à la zone d'entreposage de la société FedEx[1].
- Aéroport de Roissy jusqu'à l'aéroport de Memphis,
- Aéroport de Memphis jusqu'à La Nouvelle-Orléans en camion (trajet de cinq heures),
- La Nouvelle-Orléans jusqu'à St. Rose en camion (trajet de 10 minutes).

Le transport en avion et le transport routier aux États-Unis étaient assurés par la société FedEx.
Le colis expédié (voir sa description dans le communiqué de Wise/Nirs) contenait 366 TBq d'iridium 192 sous forme solide destiné à la fabrication de sources pour la radiographie industrielle.
À la livraison du colis le 2 janvier 2002, la société SPEC détecte un débit de dose anormalement élevé et a informé l'autorité américaine, qui a informé l'autorité suédoise. Le débit de dose sur une face du colis s'élevait à 4 millisieverts par heure à 25 mètres et sur l'autre face à 0,01 millisievert par heure à 5 mètres.
L'ASN a été informé le 7 janvier 2002, d'une part par les autorités américaine et suédoise, d'autre part par l'agence de Roissy de la société FedEx, d'un incident de transport de matières radioactives. L'ASN a lancé une enquête sur cet incident.
L'ASN a informé la Direction générale de l'Aviation civile (DGAC)  et l'Office de protection contre les rayonnements ionisants (OPRI, aujourd'hui Institut de radioprotection et de sûreté nucléaire, IRSN).
Le 9 janvier 2002, une inspection de la société FedEx sur l'aéroport de Roissy a été organisée par l'ASN, la DGAC et l'OPRI afin d'évaluer les doses éventuellement reçues par le personnel impliqué dans le transport.
Le 7 février 2002, le colis a été ouvert dans les locaux de la société SPEC en présence de représentants des autorités américaines et suédoises, ainsi que de l'expéditeur suédois Studsvik afin de déterminer les causes de ce débit de dose anormalement élevé.
Il apparaît que « les bouchons de deux des trois tubes contenant les pastilles de matière radioactive étaient dévissés, et que des pastilles s'étaient répandues à l'intérieur du pot réalisant la protection biologique ».
« La position couché du colis, tout à fait normale selon l'expéditeur et le fabricant, l'a transformé en un canon crachant littéralement un faisceau de rayonnements ».
Dans un communiqué du 8 février 2011, Studsvik a admis une erreur dans « la manipulation de la matière radioactive, due au fait que les récipients internes du colis n'ont pas été convenablement scellés » au départ, renforçant l'hypothèse que la fuite de rayonnements a pu commencer très tôt dans le trajet, en particulier avant Paris.

## Conséquences humaines
Le public n'a pas été exposé.
Les pilotes disposaient de films dosimétriques ; selon la société FedEx, le développement de ceux-ci ne révèle pas de doses anormales. De plus, un contrôle de débit de doses, réalisé dans la cabine de pilotage avant décollage, n'a pas mis en évidence de doses anormalement élevées.
La société FedEx n'a pas rapporté d'incident de manutention, ni d'endommagement du colis.
Le conducteur de la société SPEC aurait reçu une dose de 3,4 millisieverts lors du transport routier du colis entre l'aéroport de Memphis et le lieu de destination,.
À la suite de l'inspection du 9 janvier diligentée par l'ASN (voir ci-dessus), les examens médicaux pratiqués sur deux agents de FedEx (en fait un seul selon le communiqué de l'ASN du 25 juin) ont fait apparaître que la dose reçue serait de l'ordre de 15 millisieverts et que le colis était déjà défaillant lors de son passage à l'aéroport de Roissy. Philippe Saint-Raymond, directeur général adjoint de la Direction générale de la sûreté nucléaire et de la radioprotection (DGSNR), a déclaré à WISE-Paris que la dose identifiée par le laboratoire de l'IRSN était pourtant de 30 mSv.
L'ASN a donc demandé à FedEx de faire procéder à des examens médicaux complémentaires sur les autres membres de son personnel et a informé les autorités suédoise et américaine de ces nouveaux éléments.
Ces examens complémentaires ont montré qu'un deuxième employé aurait été irradié et aurait reçu une dose de l'ordre de 100 millisieverts,.
Le quotidien Le Parisien indique dans un article du 29 décembre 2003 que l'employé ayant reçu une dose de 15/30 mSv a déposé plainte en février de cette même année auprès du tribunal de Bobigny.

## Classement de l'incident
L'autorité suédoise a classé le 7 janvier cet incident au niveau 3 (incident grave) de l'échelle INES du fait de la défaillance de la protection contre les rayonnements.
Des effets de radiation sur la santé ne pouvaient pas être écartés.

### Sources
- Communiqués de presse de l'ASN :
  - ASN, « Incident de transport de matières radioactives », 9 janvier 2002 (consulté le 23 novembre 2012)
  - ASN, « Incident de transport de matières radioactives entre la Suède et les Etats-Unis : les examens médicaux pratiqués sur des agents FedEx font apparaître que la dose reçue serait de l'ordre de 15 millisieverts », 2 mai 2002 (consulté le 23 novembre 2012)
  - ASN, « Incident de transport d'un colis de matières radioactives fin 2001 : irradiation d'un deuxième employé de la société FedEx », 25 juin 2002 (consulté le 23 novembre 2012)
- Communiqués et bulletins Nuclear Monitor de WISE-Amsterdam et NIRS :
  - (en) WISE-Amsterdam et NIRS, « To US from Sweden - Irradiation », 11 janvier 2002 (consulté le 23 novembre 2012)
  - (en) « To US from Sweden – Irradiation », Nuclear Monitor, no 561,‎ 11 janvier 2002, p. 1-2 (lire en ligne)
  - (en) WISE-Amsterdam et NIRS, « Radiological accidents update », 15 février 2002 (consulté le 28 novembre 2012)
  - (en) « Radiological accidents update : After some delay, authorities have opened the radioactive package in New Orleans », Nuclear Monitor, no 563,‎ 15 février 2002, p. 9-10 (lire en ligne)
  - (en) WISE-Amsterdam et NIRS, « In brief », 19 juillet 2002 (consulté le 28 novembre 2012)
- Yacine B. Faïd, Christian Christesen, Nébil Yacoubi, Yves Marignac et Mycle Schneider, Y a-t-il un dosimètre dans l'avion ? Les leçons du colis FedEx : le transport de matières radioactives reste largement hors contrôle, Wise-Paris, 8 juillet 2002, 28 p. (lire en ligne)Les annexes du document
- Articles de presse :
  - « Fuite radioactive d'un fût transitant par Roissy », TF1 News,‎ 8 janvier 2002 (lire en ligne)
  - « Aéroport de Roissy incidents graves avec des colis radioactifs », Le Parisien,‎ 14 novembre 2002 (lire en ligne)Article du Parisien repris par le site http://www.dissident-media.org/
  - « Un employé irradié se retourne contre FedEx », Le Parisien,‎ 29 décembre 2003 (lire en ligne)
  - « Un deuxième salarié atteint par le colis radioactif », Le Parisien,‎ 29 décembre 2003 (lire en ligne)